# Оржицкий поселковый совет (Оржицкий район)
О́ржицкий поселко́вый сове́т (укр. Оржицька селищна рада) — входит в состав
Оржицкого района
Полтавской области
Украины.
Административный центр поселкового совета находится в 
пгт Оржица.

## Населённые пункты совета
- пгт Оржица
- с. Маяковка